# Sugar Magnolia
"Sugar Magnolia" é uma música do Grateful Dead. Escrita por Robert Hunter e Bob Weir, é uma das músicas mais conhecidas da banda, ao lado de sucessos como "Truckin'", "Casey Jones", "Uncle John's Band" e "Touch of Grey".
Lançado pela primeira vez no álbum American Beauty de 1970, "Sugar Magnolia" estreou ao vivo em 7 de junho de 1970 no Fillmore West, em São Francisco. Quando tocada ao vivo, a música era frequentemente dividida em duas entidades diferentes: "Sugar Magnolia" propriamente dita e a coda "Sunshine Daydream". O intervalo entre os dois pode ser algumas batidas, um set ou até alguns shows. Em uma ocasião memorável, a semana da morte do amigo de longa data da banda Bill Graham, a coda foi suspensa por uma semana inteira.
Uma única edição da performance ao vivo incluída na Europe '72 (1972) foi o terceiro hit da Billboard no Top 100, chegando ao #91 em 1973.
De acordo com o Deadbase X, "Sugar Magnolia" foi a segunda música mais tocada em shows da Grateful Dead de sua longa carreira, com 596 apresentações, atrás apenas de "Me and My Uncle".
Dizem que a música foi escrita sobre a namorada de Bob Weir, Frankie Weir (née Azzara), que viveu com ele por muitos anos. De qualquer forma, a frase "ela não vem e eu não vou seguir" ecoa a música tradicional "Sourwood Mountain", que inclui a frase "ela não vem e eu não vou ligar para ela". Além das referências óbvias a vários tipos de plantas (magnólia), a linha "pula como um Willys em tração nas quatro rodas" refere-se ao Willys Jeep, que na verdade "saltou" do chão por alguns motoristas.
O filme semi-oficial da Grateful Dead, Sunshine Daydream, de 1972, tem seu título retirado da seção de coda da música, bem como das populares lojas "Sunshine Daydream" da área de St. Louis.
No romance de Donna Tartt, The Secret History, os hippies só permitiam a admissão no bunker para aqueles que podiam recitar o segundo verso de "Sugar Magnolia".
Uma versão interessante com uma linha de melodia ligeiramente diferente foi tocada em Irvine Meadows em 28 de abril de 1989.

## Aparece em
- American Beauty (1970)
- Looney Tunes & Merrie Melodies (amostra da Warner Bros) (1970)
- Europe '72 (1972)
- Skeletons from the Closet: The Best of Grateful Dead (1974)
- Dick's Picks Volume 2 (1995)
- Hundred Year Hall (1995)
- Dick's Picks Volume 6 (1996)
- Dick's Picks Volume 10 (1998)
- Dick's Picks Volume 14 (1999)
- Dick's Picks Volume 20 (2000)
- The Closing of Winterland (2003)
- Winterland 1973: The Complete Recordings (2008)
- Ladies and Gentlemen... the Grateful Dead (2000)
- Skydog, the Duane Allman Retrospective (2013)
- Sunshine Daydream (2013)
- Houston, Texas 11-18-1972 (2014)
- Dave's Picks Volume 13 (2015)